# Cabo Curioso
Cabo Curioso är en udde i Argentina.   Den ligger i provinsen Santa Cruz, i den södra delen av landet, 1 800 km sydväst om huvudstaden Buenos Aires.
Terrängen inåt land är platt. Havet är nära Cabo Curioso österut. Trakten är glest befolkad. Närmaste större samhälle är San Julián, 16,4 km sydväst om Cabo Curioso. 